# ستيفن كوتريل
ستيفن كوتريل (بالإنجليزية: Stephen Cottrell)‏ هو قسيس بريطاني، ولد في 31 أغسطس 1958 في لي أون سي ‏ في المملكة المتحدة.

## وصلات خارجية
- ستيفن كوتريل على موقع ميوزك برينز (الإنجليزية)